# Sanna Ekman
Maria Susanna "Sanna" Ekman, född 30 april 1965 i Hedvig Eleonora församling i Stockholm, är en svensk skådespelare, dansare, koreograf, regissör och produktionsassistent.

## Biografi
Sanna Ekman är dotter till Mikael Ekman och fotomodellen och maskören Eva Ekman, halvsyster till Maja Ekman och Mårten Ekman, brorsdotter till Gösta Ekman, barnbarn till Hasse Ekman och Agneta Wrangel samt barnbarnsbarn till Gösta Ekman den äldre. Hon medverkade som barn i bland annat Tage Danielssons adventskalender i Sveriges Television Herkules Jonssons storverk (1969), tränade dans vid Balettakademien och var verksam i Vår teaters barnteaterverksamhet. Hon fortsatte sedan utbilda sig vid Calle Flygare Teaterskola och turnerade med olika dansgrupper. Under åren 1988–1994 arbetade hon i New York som dansare, modell och sminkös. Där vidareutbildade hon sig dessutom vid HB Studio och tog teaterlektioner för dramapedagogen Geraldine Baron vid Actors Studio.
Vid mitten av 1990-talet återvände Ekman till Sverige och medverkade  i TV-serier som Tre Kronor (1995–1997) och Nya tider (1999–2003). Hon har därefter medverkat i en mängd tv-serier och filmer, däribland Pernilla Augusts debutfilm som regissör Blindgångare (2006).
På scen har hon bland annat spelat i musikalen Footloose på Storan i Göteborg och Intiman i Stockholm, High School Musical på Göta Lejon och turné, Herrskap och tjänstehjon på Fredriksdalsteatern, Stulen kärlek och Schlageryra i folkparken på Intiman, Kristin i  Strindbergs Fröken Julie vid Tullgarns slott och Det är inte så lätt på Mosebacke. Vid sidan av skådespelandet arbetar hon även som regissör, koreograf och olika typer av funktioner inom film-, tv- och scenproduktion som till exempel produktionsassistent i flera filmer om Jönssonligan och på musikalproduktioner på Stockholmsscener.
År 2016 filmregidebuterade hon med kortfilmen Run, Ran, Run, som belönats med ett flertal priser vid internationella filmfestivaler, däribland för bästa regi, bästa utländska kortfilm och bästa kvinnliga filmskapare.
Sanna Ekman har en dotter, Suzy Ronander, född 1997, tillsammans med Mats Ronander.

## Filmografi
- 1968 – Tant Grön, tant Brun och tant Gredelin
- 1969 – Herkules Jonssons storverk
- 1986 – Morrhår och ärtor
- 1988 – Xerxes (TV-serie)
- 1990 – Twist & Shout (underhållningsserie)
- 1990 – Rosenbaddarna
- 1995 – Svensson, Svensson (TV-serie)
- 1995–1997 – Tre Kronor
- 1996 – Stjärna mot stjärna
- 1996 – Fjodor (TV-serie)
- 1997 – Reine & Mimmi i fjällen
- 1999–2003 – Nya tider (510 avsnitt)
- 2002 – Skattkammarplaneten (röst)
- 2004 – C/o Segemyhr (TV-serie)
- 2006 – Blindgångare
- 2006 – Förortsungar
- 2010 – Kvällsmat (10 avsnitt)
- 2010 – Solsidan (TV-serie)
- 2013 – Vittra
- 2014 –  Ensam tillsammans
- 2015 – Johan Falk: Lockdown (extraregissör)
- 2015 – Johan Falk: Slutet (roll + extraregissör)
- 2015-2016 – Familjen Rysberg (TV-serie)
- 2015 – Fina familjen (Sitcom)
- 2016 – Run, Ran, Run (Regi)
- 2022 – Tunna blå linjen (TV-serie)

## Teater

### Roller
| År   | Roll                        | Produktion                                                               | Regi                       | Teater                                            |
| ---- | --------------------------- | ------------------------------------------------------------------------ | -------------------------- | ------------------------------------------------- |
| 2003 | Kristin                     | Fröken Julie August Strindberg                                           | Ernst Billgren Per Morberg | Tullgarns slott                                   |
| 2003 |                             | Det är inte så lätt                                                      |                            | Mosebacke                                         |
| 2004 | Kristin                     | Fröken Julie August Strindberg                                           | Ernst Billgren Per Morberg | Tullgarns slott                                   |
| 2004 |                             | Schlageryra i folkparken Adde Malmberg, Johan Schildt och Robert Sjöholm | Adde Malmberg              | Intiman                                           |
| 2005 | Berit Eriksson Blom         | Stulen kärlek Krister Claesson                                           | Krister Claesson           | Intiman och turné                                 |
| 2006 | Värdshusvärdinnan Brighella | Herrskap och tjänstehjon Carlo Goldoni                                   | Jan Hertz                  | Fredriksdalsteatern                               |
| 2007 | Gudrun                      | Alla var där Derek Benfield                                              | Figge Norling              | Mellanfjärdsteatern                               |
| 2007 |                             | Footloose Tom Snow, Dean Pitchford och Walter Bobbie                     | Roine Söderlundh           | Stora Teatern, Göteborg/ Intiman                  |
| 2009 |                             | Pengarna eller livet Ray Cooney                                          | Robert Dröse               | Turné                                             |
| 2009 |                             | High School Musical                                                      |                            | Göta Lejon och turné                              |
| 2010 | Pamela                      | Hotelliggaren Ray Cooney                                                 | Sven Melander              | Kristianstads teater                              |
| 2010 | Gunilla Wrigstad            | Har ni fest eller? Larry Shue                                            | Stefan Wiik                | Fjäderholmsteatern                                |
| 2011 | Pamela                      | Hotelliggaren Ray Cooney                                                 | Sven Melander              | Fjäderholmsteatern                                |
| 2012 | Elin                        | Nu är det klippt Robert Dröse                                            | Robert Dröse               | Maximteatern och turné                            |
| 2013 | Gunilla                     | Livat i parken Lars Classon                                              | Lars Classon               | Vallarnas friluftsteater/ Lisebergsteatern/ turné |
| 2015 |                             | Easter Parade Staffan Götestam                                           | Staffan Götestam           | Boulevardteatern                                  |
| 2016 | Barbro                      | Kuta och kör Ray Cooney                                                  | Niclas Angerborn           | Sagateatern i Linköping                           |
| 2017 |                             | Easter Parade Staffan Götestam                                           | Staffan Götestam           | Riksteatern                                       |

### Produktion (urval)
- 1984 – Style (Koreograf) + 1985–1989 – konstnärlig ledning för ett flertal dansshower
- 1986 – Sweethearts [Krogshow] (Regi, manus)
- 1991 – The Tavern on the Greenshow (Regi, koreografi)
- 1995 – Ung utan pung (Koreograf)
- 1995 – Monopol (Koreograf)
- 2013 – Ett skepp kommer lastat (Regi och manus)
- 2016 – Grab them by the balls, föreställning med komikern Yvonne Skattberg (Bearbetning och regi)
- 2016 – Fars lilla tös (Bearbetning och regi)